# Steinach (Szwajcaria)
Steinach – miejscowość i gmina we wschodniej Szwajcarii, w kantonie St. Gallen, w okręgu Rorschach. Leży nad Jeziorem Bodeńskim.

## Demografia
W Steinach mieszka 3 559 osób. W 2021 roku 24% populacji gminy stanowiły osoby urodzone poza Szwajcarią. 

## Transport
Przez teren gminy przebiegają autostrada A23 oraz droga główna nr 13.

## Zabytki
- kościół parafialny pw. św. Jakuba Większego i Andrzeja (St. Jakobus der Ältere und Andreas)
- spichlerz z 1473 roku[2].

## Źródła
- Wolfgang Kootz: Lake Constance. Ubstadt-Weiher: Kraichgau Verlag GmbH, 2008. ISBN 3-929228-67-X. (ang.).
- CH STAT-TAB Ludność zamieszkała na stałe i tymczasowo według struktury instytucjonalnej, miejsca urodzenia, płci i stanu cywilnego. Schweizerische Eidgenossenschaft STAT-TAB. (niem.).